# جيمس دوغلاس (كوندوتييرو)
جيمس دوغلاس (بالإنجليزية: James Douglas, Lord of Douglas)‏ (و. 1289 – 1330 م) هو كوندوتييرو إسكتلندي، ويحمل رتبة عسكرية فارس، توفي في تيبا، مالقة، عن عمر يناهز 41 عاماً، بسبب قتل في المعركة.